# Премія БАФТА у кіно (78-ма церемонія вручення)
78-ма церемонія вручення нагород Британською академією телебачення та кіномистецтва, більш відома як БАФТА, відбулася 16 лютого 2025 року в Королівському фестивальному залі в лондонському Саутбенк-центрі, де відзначили найкращі національні та іноземні фільми 2024 року.
Шорт-листи БАФТА були оголошені 3 січня 2025 року. Номінації були оголошені в прямому етері лауреаткою премії 2024 року «Висхідна зірка» Мією МакКенна-Брюс і лауреатом телевізійної премії BAFTA Віллом Шарпом 15 січня 2025 року. Переможців оголосили 16 лютого 2025 року.
Фільм «Конклав» отримав найбільше номінацій — дванадцять, далі «Емілія Перес» — одинадцять, і «Бруталіст» — дев’ять.

## Номінанти та лавреати

### BAFTA Fellowship
Переможця BAFTA Fellowship оголосили 10 січня 2025 року:
- Ворвік Девіс

### Визначний британський внесок у кіно
Переможця у номінації «Визначний британський внесок у кіно» оголосили 6 лютого 2025 року:
- MediCinema[en]

### Нагороди
Переможці вказані першими та виділені жирним шрифтом.
| Найкращий фільм | Найкращий режисер |
| --- | --- |
| - «Конклав» - «Анора» - «Бруталіст» - «Боб Ділан: Цілковитий незнайомець» - «Емілія Перес» | - Бреді Корбет — «Бруталіст» - Жак Одіар — «Емілія Перес» - Шон Бейкер — «Анора» - Едвард Берґер — «Конклав» - Коралі Фаржа — «Субстанція» - Дені Вільнев — «Дюна: Частина друга» |
| Найкраща чоловіча роль | Найкраща жіноча роль |
| - Едрієн Броуді — «Бруталіст» (за роль Ласло Тота) - Тімоті Шаламе — «Боб Ділан: Цілковитий незнайомець» (за роль Боба Ділана) - Колман Домінго — «Сінґ-Сінґ» (за роль Джона «Дівайн Джі» Вітфілда) - Рейф Файнз — «Конклав» (за роль кардинала Томаса Лоуренса) - Г'ю Ґрант — «Єретик» (за роль містера Ріда - Себастіан Стен — «Учень. Історія Трампа» (за роль Дональда Трампа)                                       | - Майкі Медісон — «Анора» (за роль Анори) - Синтія Еріво — «Wicked: Чародійка» (за роль Ельфаби) - Карла Софія Гаскон — «Емілія Перес» (за роль Емілії Перес / Хуана Дель Монте) - Меріанн Жан-Батист — «Гірка правда» (за роль Пансі Дікон) - Демі Мур — «Субстанція» (за роль Елізабет Спаркл) - Сірша Ронан — «Втеча від себе» (за роль Рони)                                                                            |
| Найкраща чоловіча роль другого плану | Найкраща жіноча роль другого плану |
| - Кіран Калкін — «Справжній біль» (за роль Бенджі Каплана) - Юрій Борисов — «Анора» (за роль Ігора) - Кларенс Маклін — «Сінґ-Сінґ» (за роль Кларенса «Божественне око» Макліна) - Едвард Нортон — «Боб Ділан: Цілковитий незнайомець» (за роль Піта Сіґера) - Гай Пірс — «Бруталіст» (за роль Гаррісона Лі Ван Бюрена) - Джеремі Стронг — «Учень. Історія Трампа» (за роль Роя Кона)                                     | - Зої Салдана — «Емілія Перес» (за роль Ріти Моро Кастро) - Селена Гомес — «Емілія Перес» (за роль Джессі Дель Монте) - Аріана Гранде — «Wicked: Чародійка» (за роль Ґлінди) - Фелісіті Джонс — «Бруталіст» (за роль Ержебет Тот) - Джеймі Лі Кертіс — «Остання шоуґерл» (за роль Аннетт) - Ізабелла Росселліні — «Конклав» (за роль сестри Агнес)                                                                          |
| Найкращий оригінальний сценарій | Найкращий адаптований сценарій |
| - Джессі Айзенберг — «Справжній біль» - Шон Бейкер — «Анора» - Бреді Корбет і Мона Фаствольд — «Бруталіст» - Коралі Фаржа — «Субстанція» - Річ Пеппіатт, Найз О Кайреаллайн, Ліам Ог О Ганнейд та Джей Джей О Дочартай — «Кнікап» | - Пітер Строган — «Конклав» - Жак Одіар — «Емілія Перес» - Джослін Барнс і РаМелл Росс — «Хлопчаки з «Нікеля»» - Клінт Бентлі, Ґреґ Кведар, Джон «Божественний Джи» Вітфілд та Кларенс Маклін — «Сінґ-Сінґ» - Джей Кокс і Джеймс Менголд — «Боб Ділан: Цілковитий незнайомець» |
| Найкращий анімаційний фільм | Найкращий документальний фільм |
| - «Воллес і Ґроміт: Перната відплата» - «Потік. Останній кіт на Землі» - «Думками навиворіт 2» - «Дикий робот» | - «Супермен: Історія Крістофера Ріва» — Ієн Бонгот, Пітер Еттедґі, Отто Бернем та Коннор Шелл - «Щоденники чорної скриньки» — Шіорі Іто, Ганна Аквілін та Ерік Ньярі - «Доньки» — Наталі Рей, Анжела Паттон та Сем Бісбі - «Немає іншої землі» — Базель Адра, Гамдан Баллал, Юваль Абрагам та Рейчел Шор - «Вілл і Гарпер» — Джош Ґрінбаум, Джессіка Елбаум, Вілл Феррелл та Крістофер Леґґетт                              |
| Найкращий неангломовний фільм | Найкращий кастинг |
| - «Емілія Перес» — Жак Одіар, Паскаль Кошето, Валері Шерман та Ентоні Ваккарелло - «Все, що ми уявляємо як світло» — Паял Кападіа, Томас Гакім та Жульєн Ґрафф - «Я досі тут» — Волтер Саллес, Родріго Тейшейра та Мартін де Клермон-Тоннерр - «Кнікап» — Річ Пеппіатт, Джек Тарлінг і Тревор Бірні - «Насіння священного інжиру» — Мохаммад Расулоф, Розіта Гендіжанян, Амін Садраї, Жан-Крістоф Сімон та Мані Тільґнер | - «Анора» — Шон Бейкер і Саманта Куан - «Учень. Історія Трампа» — Кармен Куба та Стефані Ґорін - «Боб Ділан: Цілковитий незнайомець» — Єсі Рамірес - «Конклав» — Ніна Ґолд та Мартін Вейр - «Кнікап» — Карла Стронґ |
| Найкраща операторська робота | Найкращий дизайн костюмів |
| - «Бруталіст» — Лол Кроулі - «Конклав» — Стефан Фонтен - «Дюна: Частина друга» — Ґреґ Фрейзер - «Емілія Перес» — Поль Гійом - «Носферату» — Джарін Блашке | - «Wicked: Чародійка» — Пол Тейзвелл - «Бліц» — Жаклін Дюрран - «Боб Ділан: Цілковитий незнайомець» — Аріанна Філліпс - «Конклав» — Лізі Крістл - «Носферату» — Лінда Мюїр |
| Найкращий монтаж | Найкращий грим та зачіски |
| - «Конклав» — Нік Емерсон - «Анора» — Шон Бейкер - «Дюна: Частина друга» — Джо Вокер - «Емілія Перес» — Джульєтта Вельфлінг - «Кнікап» — Джуліан Ульріхс та Кріс Ґілл | - «Субстанція» — П'єр-Олів'є Персен, Стефані Ґійон, Фредерік Аргуелло та Мерілін Скарселлі - «Дюна: Частина друга» — Лав Ларсон та Єва фон Бар - «Емілія Перес» — Джулія Флох Карбонель, Еммануель Жанв'є, Жан-Крістоф Спадаччіні та Ромен Маріетті - «Носферату» — Девід Вайт, Трейсі Лодер та Сюзанна Стоукс-Мантон - «Wicked: Чародійка» — Френсіс Геннон, Лора Блаунт і Сара Нут                                        |
| Найкраща музика до фільму | Найкраща робота художника-постановника |
| - Деніел Блумберг — «Бруталіст» - Фолькер Бертельманн — «Конклав» - Camille та Клеман Дюколь — «Емілія Перес» - Робін Каролан — «Носферату» - Кріс Баверс — «Дикий робот» | - «Wicked: Чародійка» — Нейтан Кроулі та Лі Сандалс - «Бруталіст» — Джуді Беккер та Патриція Кучча - «Конклав» — Сьюзі Девіс та Синтія Слейтер - «Дюна: Частина друга» — Патріс Верметт і Шейн Віо - «Носферату» — Крейґ Латроп |
| Найкращий звук | Найкращі візуальні ефекти |
| - «Дюна: Частина друга» — Рон Бартлетт, Даг Гемфілл, Ґарет Джон та Річард Кінг - «Бліц» — Джон Казалі, Пол Коттерелл та Джеймс Гаррісон - «Гладіатор 2» — Стефан Бухер, Метью Колінг, Пол Мессі та Денні Шіхен - «Субстанція» — Валері Делуф, Віктор Фльоран, Віктор Прауд, Стефан Т'єбо та Еммануель Віллар - «Wicked: Чародійка» — Робін Бейнтон, Саймон Гейс, Джон Маркіз, Енді Нельсон та Ненсі Нуджент Тайтл        | - «Дюна: Частина друга» — Пол Ламберт, Стівен Джеймс, Ґерд Нефзер та Рис Салкомб - «Роббі Вільямс: Better Man» — Люк Міллар, Девід Клейтон, Кіт Герфт та Пітер Стаббс - «Гладіатор 2» — Марк Баковскі, Ніл Корболд, Ніккі Пенні та П'єтро Понті - «Королівство планети мавп» — Ерік Вінквіст, Родні Берк, Пол Сторі та Стівен Унтерфранц - «Wicked: Чародійка» — Пабло Гельман, Пол Корболд, Джонатан Фокнер та Ентоні Сміт |
| Найкращий британський фільм | Найкращий дебют сценариста, режисера або продюсера |
| - «Конклав» - «Птах» - «Бліц» - «Гладіатор 2» - «Гірка правда» - «Кнікап» - «Лі» - «Любов, брехня та кровопролиття» - «Втеча від себе» - «Воллес і Ґроміт: Перната відплата» | - «Кнікап» — Річ Пеппіатт - «Скарб» — Луна Кармун - «Манкімен» — Дев Пател - «Сантош» — Сандья Сурі - «Сестра Опівніч» — Каран Кандгарі |
| Найкращий британський анімаційний короткометражний фільм | Найкращий британський документальний короткометражний фільм |
| - «Подорож до дива» — Ніна Ґанц, Стієнетт Босклоппер, Саймон Картрайт і Мартен Сварт - «Adiós» — Хосе Пратс, Наталія Кіріаку та Бернардо Анжелетті - «Mog's Christmas» — Робін Шоу, Джоанна Гаррісон, Камілла Дікін та Рут Філдінг | - «Камінь, ножиці, папір» — Франц Бем, Іван та Гайдер Ротшильд Гузьє - «The Flowers Stand Silently, Witnessing» — Тео Панаґопулос та Марісса Кітінг - «Marion» — Джо Вайланд, Фінн Константін та Марія Джикіч - «Milk» — Міранда Стерн та Ашіоньє Оґене - «Stomach Bug» — Меті Кроуфорд та Каріма Саммут-Канеллопулу |
| Висхідна зірка | Найкращий дітячий і сімейний фільм |
| - Девід Джонссон - Маріса Абела - Джаррел Джером - Майкі Медісон - Набхан Різван | - «Воллес і Ґроміт: Перната відплата» - «Потік. Останній кіт на Землі» - «Королівство Кенсуке» - «Дикий робот» |

## Церемонія
Церемонію другий рік поспіль провів Девід Теннант. Церемонія транслювалась в прямому етері, з приблизно годинною затримкою, на BBC One та iPlayer у Великій Британії, а також на BritBox у Північній Америці, скандинавських країнах та Австралії. У вступному виступі до церемонії Теннант виконав пісню «I'm Gonna Be (500 Miles)» групи The Proclaimers перед своїм монологом, сповненим «татковими жартами» (англ. Dad Jokes) — його сценарні жарти були в однаковому тоні протягом усієї церемонії. Попри те, що церемонія значно затягнулася, монтаж обмежив трансляцію до двох годин.
Цього року нова премія «Дитяче та сімейне кіно» «відзначала найкращі фільми, які приваблюють аудиторію різних поколінь». Це перша нова категорія, яку було запроваджено на кінопремії БАФТА за останні п’ять років, після запровадження категорії «Найкращий кастинг» у 2020 році. Як було заявлено раніше восени 2023 року, включення спеціальної нагороди для дитячих і сімейних фільмів «підкреслює важливий творчий внесок дитячого медіасектору».
Серед інших змін у премії 2025 року — запровадження нових вимог до номінантів у категоріях «Найкращий фільм» та «Найкращий британський фільм». Номінації 2025 року зробили церемонію найбільш різножанровою, з жахами та мюзиклами, широко представленими серед більш традиційних жанрів церемонії нагородження. Щодо особистих номінацій, то режисер «Анори» Шон Бейкер став другим за кількістю номінацій на одній церемонії — п'ять («Найкращий фільм», «Найкращий режисер», «Найкращий оригінальний сценарій», «Найкращий кастинг» та «Найкращий монтаж»), а режисер Річ Пеппіатт став найбільш номінованим режисером-дебютантом на БАФТА, отримавши чотири особисті номінації за фільм «Кнікап».
Під час церемонії нагородження переможців у номінації «Найкращий звук» звук церемонії був вимкнений, хоча це було виправлено для трансляції. Багато переможців відзначилися недостатньою підготовкою промови під час нагородження і натомість давали сумбурні коментарі, зокрема Нік Парк та Джессі Айзенберг. Перед оголошенням акторських та інших нагород Take That виконали свою пісню «Greatest Day», яка звучала в номінованому фільмі «Анора». Двома нагородами пізніше було показано перший з двох монтажів інших нагороджень, які не транслювалися в прямому ефірі; зокрема, «Емілія Перес» отримала нагороду за «найкращий неангломовний фільм», а в кліпі вирізали режисера Жака Одіара, який у своїй промові віддав належне контроверсійній зірці Карлі Софії Гаскон. Несподіваними переможцями стали Девід Джонссон, який отримав нагороду «Висхідна зірка», та Майкі Медісон, яка стала найкращою актрисою у головній ролі, в той час, як фільм «Боб Ділан: Цілковитий незнайомець», який не виграв жодної з шести номінацій, був неочікувано проігнорований.
На церемонії було відносно небагато політичних коментарів, зокрема Теннант пожартував про Дональда Трампа — хоча декілька з них були вирізані з трансляції, наприклад, порівняння Трампа з персонажем «Бітлджус», а також жарти про Конклав; Пеппіатта, який сказав, що кожна людина «повинна мати право на повагу до своєї мови, повагу до своєї культури й повагу до своєї батьківщини»; та Едварда Берґера, який під час отримання нагороди за «Найкращий британський фільм», натягнув на вибори в Німеччині та описав цей час як «кризу демократії». Марк Гемілл, представляючи номінацію «найкращий фільм», згадав про «тривожні часи», але навмисно не назвав ім'я Трампа. Відповідаючи з приводу вирізаних коментарів, BBC заявила, що рішення про монтаж було прийнято через брак часу.

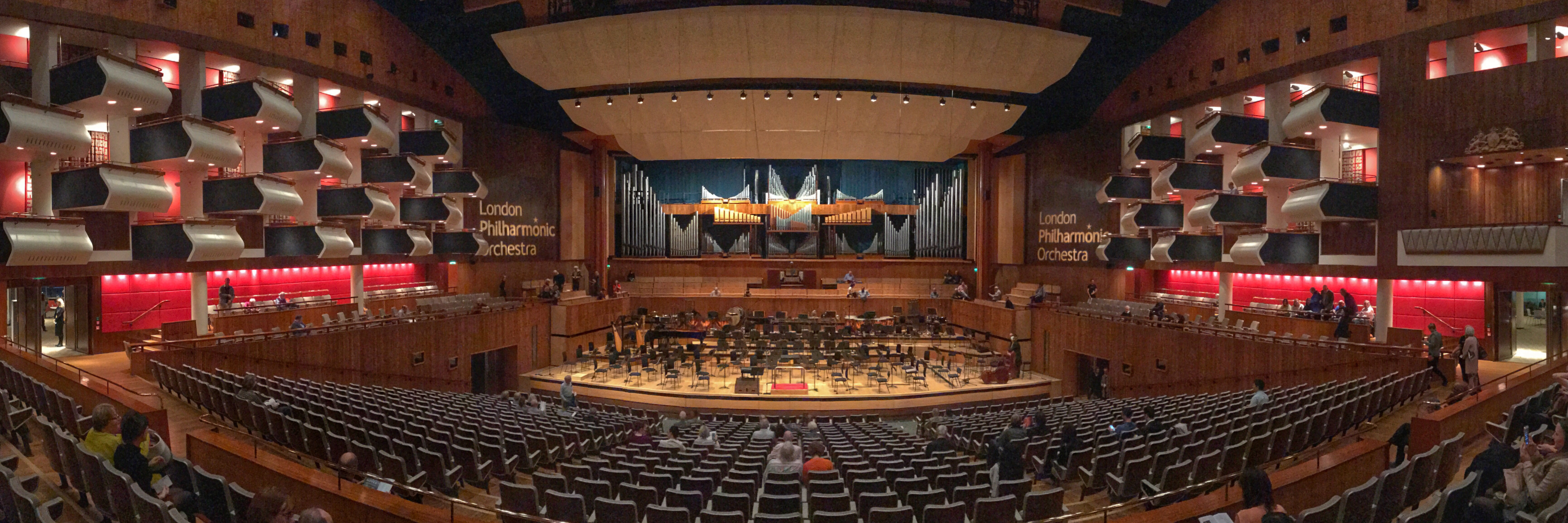
Інтер'єр Royal Festival Hall, де проходила церемонія

## Статистика
Нижче наведено картини, які отримали декілька номінацій і нагород:
| Номінації | Фільми                            |
| --------- | --------------------------------- |
| 12        | Конклав                           |
| 11        | Емілія Перес                      |
| 9         | Бруталіст                         |
| 7         | Анора                             |
| 7         | Дюна: Частина друга               |
| 7         | Wicked: Чародійка                 |
| 6         | Боб Ділан: Цілковитий незнайомець |
| 6         | Кнікап                            |
| 5         | Носферату                         |
| 5         | Субстанція                        |
| 3         | Учень. Історія Трампа             |
| 3         | Бліц                              |
| 3         | Гладіатор 2                       |
| 3         | Сінґ-Сінґ                         |
| 3         | Воллес і Ґроміт: Перната відплата |
| 3         | Дикий робот                       |
| 2         | Потік. Останній кіт на Землі      |
| 2         | Гірка правда                      |
| 2         | Втеча від себе                    |
| 2         | Справжній біль                    |

| Нагороди | Фільм                             |
| -------- | --------------------------------- |
| 4        | Бруталіст                         |
| 4        | Конклав                           |
| 2        | Анора                             |
| 2        | Дюна: Частина друга               |
| 2        | Емілія Перес                      |
| 2        | Справжній біль                    |
| 2        | Воллес і Ґроміт: Перната відплата |
| 2        | Wicked: Чародійка                 |